# Eurasia (журнал)
«Евразия» (Eurasia) — журнал, посвящённый вопросам геополитики. Печатается на итальянском языке. Основан в 2004 г. Выпускается издательским домом Edizioni all’Insegna del Veltro г. Парма. Периодичность выхода — один раз в квартал.
Главный редактор журнала — Клаудио Мутти.

## История журнала
С 2004 года по декабрь 2011 года главным редактором являлся известный итальянский геополитик и директор Института изучения геополитики и смежных дисциплин Грациани Тиберио. В декабре 2011 года в силу того, что руководство журнала перешло к его владельцу Клаудио Мутти, в редакционном коллективе произошли кардинальные изменения. Большинство редакционного коллектива предпочло последовать за Тиберио Грациани, основав свой собственный независимый геополитический журнал «Геополитика».
На данный момент четыре редактора журнала «Евразия» являются также редакторами сетевого ресурса Stato e Potenza (Держава и Могущество), который в свою очередь относится к политической группе с одноимённым названием. Символом данной политической группы является красная звезда, щит и меч, как и эмблема бывшего КГБ. Главные цели группы — выход Италии из НАТО, национализация банков и стратегических индустрий, обобществление производственных доходов и возвращение к обязательной военной службе.

## Издательская политика
Целью журнала «Евразия» является стимулирование дискуссий и распространение идей по геополитической проблематике в итальянской и международной научной среде. Каждый номер журнала посвящён одной центральной геополитической теме. Журнал уделяет особое внимание пропаганде евразийских идей. В сферу интересов редакционной коллегии журнала входят не только международные отношения в узком понимании этого слова, но и все то, что определяет «духовное единство» Евразии. Журнал уделяет особое внимание «геоэкономике» как отличной от геополитики новой дисциплине.

## Редакция и авторы
Редакция журнала «Евразия»: Ив Батай, Альдо Браччо, Энрико Галоппини, Алессандро Латанцио, Клаудио Мутти, Эрнест Султанов, Стефано Верноле.
Коллектив авторов представлен авторами Большой Евразии. Среди них большое место занимает «российская диаспора», представленная Асланом Абашидзе, Александром Дугиным, Владимиром Якуниным, Исраэлем Шамиром, Александром Прохановым и Дмитрием Борисовым. На постоянной основе журнал сотрудничает с Вагифом Гусейновым.

## Структура
Объём каждого номера приблизительно 250 страниц. Структурно номер состоит из пяти разделов: «Редакционная статья», «Континенты», посвящённое центральной теме «Досье», «Интервью» и «Рецензии».
Не вошедшие в номер материалы публикуются на веб-сайте «Евразии». Там же размещаются и электронные дополнения к журналу — «Евразийские доклады».

## Вышедшие номера
Вышли номера журнала по следующим темам: «Турция», «Исламский мир», «Россия и её пространство», «Средиземноморье», «Китай», «Индия», «Новая Азия», «Геополитика и иммиграция», «Россия и Средиземноморье», «Индейско-Латинская Америка», «Геополитика и международное право», «Иран», «Время континентов», «НАТО», «Палестина», «Африка».

## Семинары и конференции
Ежегодно под эгидой журнала проводится целый ряд конференций и семинарских циклов.

## Критика
В ноябре 2011 г. Стефано Бонилаури, редактор серии «Gladio e Martello» издательства Edizioni all’Insegna del Veltro Клаудио Мутти, посетил Сирию по инициативе организации «Coordinamento Progetto Eurasia». Эта организация описывается как «антисемитская структура, отрицающая холокост» в итальянской газете «La Repubblica». В данной статье указано, что «представители организации Coordinamento Progetto Eurasia, выступающие и в академических кругах, тесно связаны с журналом „Eurasia“, в редакции которого присутствуют антисемиты и негационисты». Организация «Coordinamento Progetto Eurasia» долгое время поддерживала журнал «Eurasia» и Клаудио Мутти публично поблагодарил её в своей первой передовой статье. Итальянская газета «Il Riformista» подобным образом описывает деятельность журнала «Eurasia» в статье 16 декабря 2011 г.